# Notitia dignitatum

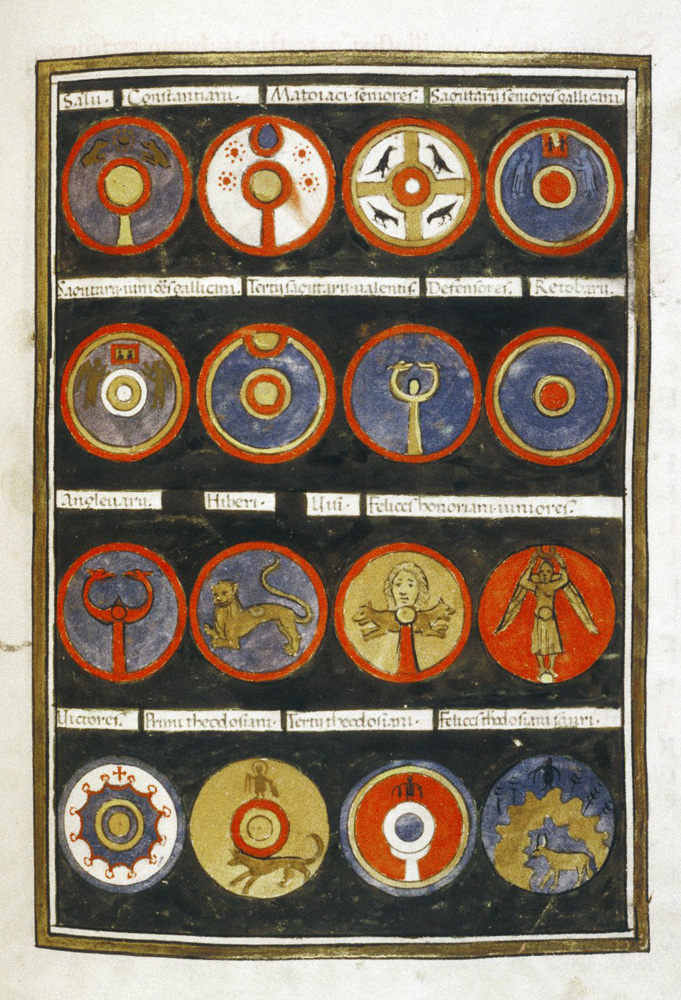
Página de una copia medieval de la Notitia dignitatum con los escudos del Magister Militum Praesentalis II, registro de los mandos militares del Imperio.

La Notitia dignitatum es un documento único de la cancillería imperial romana. Se trata de uno de los pocos documentos que nos han llegado sobre el gobierno romano, en el que se detalla la organización administrativa del Imperio romano, oriental y occidental, desde la propia corte imperial hasta el nivel provincial. Se considera que contiene la información actualizada de la década del 420 para el Imperio romano de Occidente y de la década del 400 para el Imperio romano de Oriente; pero no se puede dar una fecha precisa.
Hay varias copias de los siglos XIV y XV, además de una versión iluminada en color de 1542. Todas proceden de un único manuscrito perdido que contenía varios documentos de gran valor, de los cuales uno era del siglo IX.
La Notitia deriva su nombre de la descripción inicial de los manuscritos:

Notitia dignitatum omnium tam civilium quam militarium utriusque imperii occidentis orientisque. hoc documentum rationem reddit de structura et administratione imperii Romani aetate Theodosiana. ultima redactio notitiae dignitatum a primis decenniis saeculi quinti provenit.